# Robeschia
Robeschia là chi thực vật có hoa trong họ Cải.